# 彼得拉·费尔克
彼得拉·费尔克（德語：Petra Felke，1959年7月30日—），德国女子田径运动员。她曾代表东德参加1988年和1992年夏季奥林匹克运动会田径比赛，其中1988年奥运会获得一枚金牌。